# لوكاس غونزاليس (لاعب كرة قدم)
لوكاس غونزاليس (بالإسبانية: Lucas González)‏ هو لاعب كرة قدم أرجنتيني في مركز الهجوم، ولد في 25 يوليو 1997 في San Isidro de Lules ‏ في الأرجنتين. لعب مع سان مارتين دي توكومان ‏.

## وصلات خارجية
- لوكاس غونزاليس (لاعب كرة قدم) على موقع قاعدة بيانات كرة القدم.إي يو (الإنجليزية)
- لوكاس غونزاليس (لاعب كرة قدم) على موقع Soccerway.com (الإنجليزية)